# Cayaponia ovata
Cayaponia ovata är en gurkväxtart som beskrevs av Célestin Alfred Cogniaux. Cayaponia ovata ingår i släktet Cayaponia och familjen gurkväxter. Inga underarter finns listade i Catalogue of Life.